# El Divisorio
El Divisorio es una localidad del Partido de Coronel Pringles, provincia de Buenos Aires, Argentina.

## Población
Cuenta con 10 habitantes (Indec, 2022), lo que representa un descenso del 78% frente a los 46 habitantes (Indec, 2010) del censo anterior.
| Gráfica de evolución demográfica de El Divisorio entre 1991 y 2022 |
|                                                                    |
| Fuente: Censos nacionales del INDEC                                |